# 金廣福公館

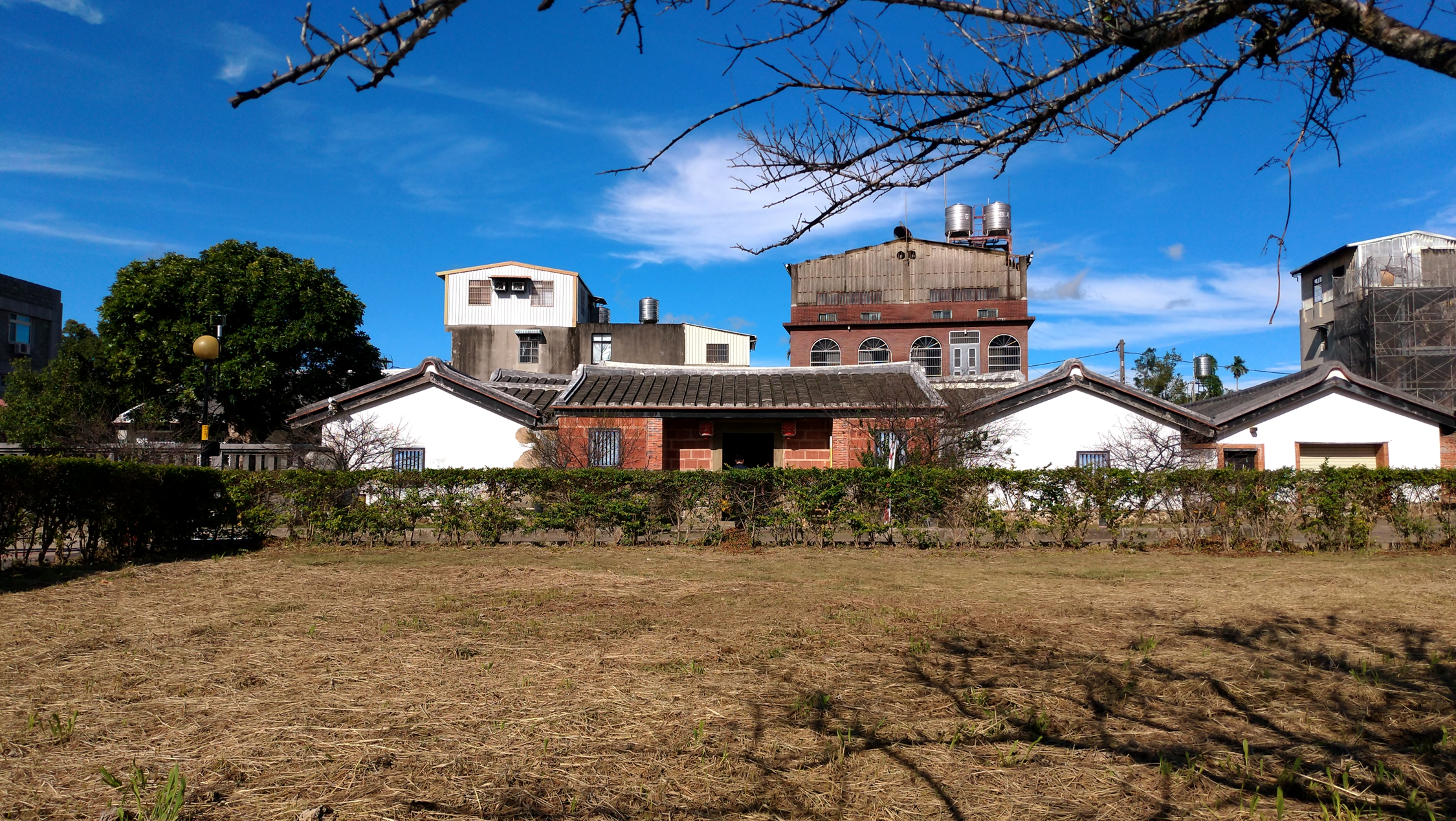
金廣福公館全景

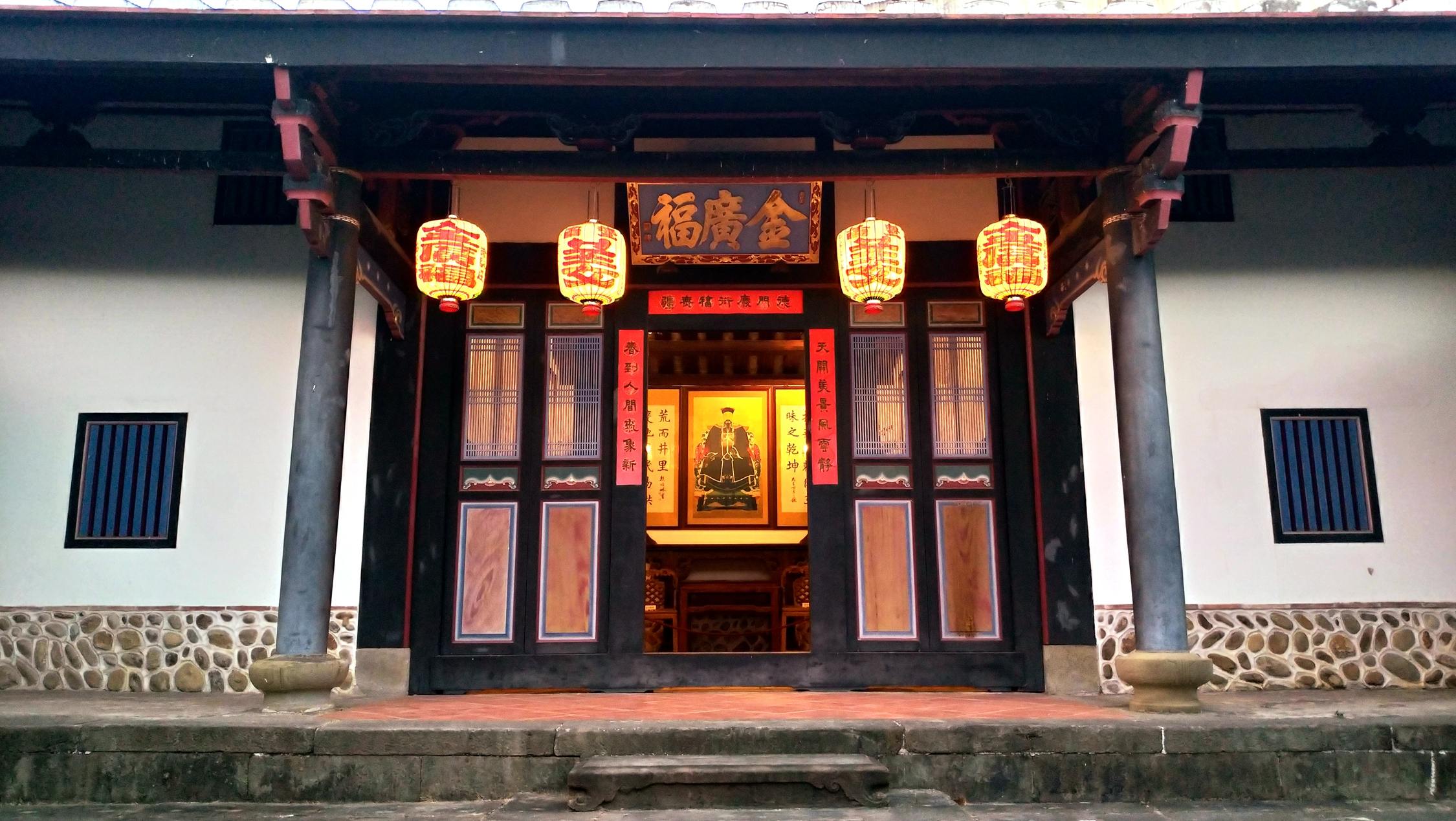
金廣福公館正廳

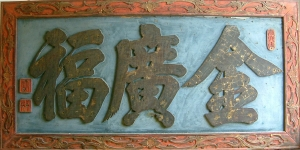
金廣福匾額原件照片

24°42′03″N 121°03′28″E / 24.7007542473678°N 121.05782183469°E
金廣福公館（海陸腔客拼：gimˋ gongˊ fug gungˋ gonˊ），是一處位於新竹縣北埔鄉的國定古蹟，原為中華民國第一級古蹟中，唯一的宅第類古蹟。1983年12月28日，中華民國內政部公告第一批15座一級古蹟名單，金廣福公館名列其中。1997年5月，《文化資產保存法》修法後，不再區分為一至三級古蹟，而採用國定、直轄市定、縣市定三級。金廣福公館改為國定古蹟。

## 金廣福的由來
清道光十五年（1835），淡水同知李嗣鄴先後下令粵籍九芎林庄總理姜秀鑾與閩籍竹塹城西門總理林德修、周邦正仝立合約，閩粵各募資本一萬二千六百圓，共同設立閩粵合股之武裝拓墾組織「金廣福墾號」（俗稱金廣福大隘），金廣福公館現址即為當時之拓墾組織營運總部及隘防指揮中心。金廣福之拓墾範圍包括今日之北埔鄉、寶山鄉、峨眉鄉等地及新竹市塹南部份地區。
金廣福之字義，其中「金」為臺商取名俗例，以金字起頭，取其發財多金之意，「廣」代表廣東，「福」代表福建，這在臺灣早期閩、粵兩籍人士互鬥嚴重情況下，堪稱少見，為臺灣閩粵族群之合作立下典範。不過金廣福的武裝拓墾，也與世居當地的臺灣原住民（賽夏族為主）正面衝突，雙方死傷無數。《樹杞林志》就提過「山內面橫截，建設銃櫃，與番血戰數十陣，隘丁戰歿無數，股內傾囊」的戰爭實況。
在1898年（明治31年）臺灣總督府廢止「三段警備制」， 建立地方警察制度之後， 北埔警察署、北埔辨務署等均曾借用金廣福公館辦公。

## 建築形式
金廣福公館的建築形式為兩進一院之四合院格局，其兩側還各有一條外橫屋（護龍）。右外橫屋於1935年大地震後改建為日式建築，而左外橫屋目前仍維持清代原有格局。金廣福古蹟區範圍內的天水堂是姜秀鑾的故居，現由姜家家族自行修繕維護，目前仍有姜秀鑾後裔居住其中。
為保護珍貴的文化資產，現懸掛於金廣福公館大廳前之「金廣福」及門廳之「義聯枌社」匾額為複刻品，原件由北埔姜家後代另行收藏。

## 歷任墾戶首
「金廣福大隘」自1835年（道光15年）創立至1886年（光緒12年）劉銘傳實施裁隘政策為止，共傳四任粵籍墾首、三任閩籍墾首，經歷52年。（因山區拓墾工作艱險困難，閩籍人士參與意願降低而逐漸退出，致使金廣福拓墾事業的主導權由姜家全面掌控。）
粵籍墾戶首
| 任別   | 墾戶首 | 就任時間           | 卸任時間           |
| ------ | ------ | ------------------ | ------------------ |
| 第一任 | 姜秀鑾 | 1835年（道光15年） | 1846年（道光26年） |
| 第二任 | 姜殿邦 | 1846年（道光26年） | 1870年（同治9年）  |
| 第三任 | 姜榮華 | 1870年（同治9年）  | 1877年（光緒3年）  |
| 第四任 | 姜紹基 | 1877年（光緒3年）  | 1886年（光緒12年） |

閩籍墾戶首
| 任別   | 墾戶首 | 就任時間           | 卸任時間           |
| ------ | ------ | ------------------ | ------------------ |
| 第一任 | 林德修 | 1835年（道光15年） | 1836年（道光16年） |
| 第二任 | 周邦正 | 1836年（道光16年） | 1847年（道光27年） |
| 第三任 | 周如珪 | 1847年（道光27年） | 1874年（光緒初年） |

## 相關古蹟
- 天水堂（與金廣福公館並列為國定古蹟）
- 姜阿新洋樓（新竹縣定古蹟）
- 北埔慈天宮（新竹縣定古蹟）
- 北埔姜氏家廟（新竹縣定古蹟）
- 北埔姜屋天水堂(新屋)（新竹縣定古蹟）
- 北埔雙安橋（新竹縣歷史建築）

## 外部連結
- 國定古蹟金廣福公館官網 （页面存档备份，存于）
- 國定古蹟金廣福公館 Facebook專頁